# Хассис, Абрам Исаакович
Абрам Исаакович Хассис (Хасис) (19 декабря 1894, с. Новопавловка, Екатеринославская губерния, Российская империя — 14 декабря 1927, Гуанчжоу) — советский дипломат.

## Биография
Родился 19 декабря 1894 года в селе Новопавловка Екатеринославской губернии.
Участник Первой мировой войны и Гражданской войны (на Юго-Восточном и Туркестанском фронтах).
Член РСДРП с 1916 года.
В июле—августе 1918 года — комиссар 1-й Смоленской пехотной дивизии.
1918—1921 — комиссар Витебского отряда, военком Смоленской дивизии, 30 (Могилевской) дивизии, военный комиссар штаба Туркфронта, начальник политуправления Заволжского военного округа, комиссар 1-й Туркестанской стрелковой дивизии.
В 1922 — комиссар оргуправления штаба РККА.
В 1924 году окончил восточное отделение Военной академии РККА.
Работал в Дальневосточном отделе НКИД СССР с октября 1924 года.
В феврале — апреле 1925 года — секретарь генерального консульства СССР в Шанхае, в апреле 1925 — декабре 1926 года — на той же должности в Ханькоу. С декабря 1926 года — вице-консул в Гуанчжоу (Кантоне).
14 декабря 1927 вместе с пятью другими работниками консульства — В. А. Уколовым, Ф. И. Поповым, К. С. Ивановым и П. П. Макаровым был убит войсками Чан Кайши во время налёта на советское генеральное консульство в Гуанчжоу.